# Doamna cu cățelul
„Doamna cu cățelul” (în rusă Дама с собачкой, transliterat: Dama s sobacikoi) este o nuvelă din 1899 a scriitorului rus Anton Cehov.